# Россман, Майкл
Майкл Георг Россман (нем. Michael George Rossmann; 30 июля 1930, Франкфурт-на-Майне, Германия — 14 мая 2019, Уэст-Лафейетт, штат Индиана, США) — американский физик и микробиолог немецкого происхождения, кристаллограф и вирусолог, преподаватель.
Член Национальной академии наук США (1984), иностранный член Лондонского королевского общества (1996), заслуженный именной профессор (Hanley Distinguished Professor) биологических наук Университета Пердью.
Его именем названа укладка Россмана, обнаруженная им в 1973 году.

## Биография
Родился во Франкфурте-на-Майне. Его мать, Нелли Россман (урождённая Корнелия Берта Швахбахер, 1899—1957), происходила из состоятельной еврейской семьи (её отец занимался торговлей редкими монетами во Франкфурте). Семья отца, Саши (Александра) Россмана, приняла сторону нацистов, и родители будущего учёного развелись в 1933 году, не прожив вместе и трёх лет. Майкл с матерью жили в доме её родителей во Франкфурте. В связи с принятием расовых законов, Нелли Россман была в 1935 году уволена из газеты «Frankfurter Zeitung». В декабре 1938 года ей удалось послать сына в квакерскую школу в Нидерландах, её родители в 1939 году эмигрировали в Лондон, а Майкл с матерью присоединились к ним после начала Второй мировой войны. Нелли Россман работала художником-графиком в немецкоязычной газете, а Майкл учился в квакерской школе-интернате в Эссексе. В 1945 году они получили гражданство Великобритании.
Окончил Лондонский университет, получив две бакалаврские степени с отличием — по математике и физике (1950) и отдельно по физике (1951), а также степень магистра по физике (1953).
В 1956 году получил степень доктора философии по химической кристаллографии в шотландском Университете Глазго. В 1956-1958 годах постдок в Миннесотском университете (США) у профессора Уильяма Липскомба, впоследствии нобелевского лауреата по химии 1976 года. В 1958-1964 годах исследовательский ассоциат в MRC Laboratory of Molecular Biology в Кембридже (Англия) у профессора Макса Перуца, нобелевского лауреата по химии 1962 года. С 1964 года в Университете Пердью, первоначально ассоциированный профессор, с 1967 года профессор кафедры биологических наук, а с 1975 года — кафедры биохимии и с 1978 года одновременно заслуженный именной профессор (Hanley Distinguished Professor) биологических наук соответствующей кафедры. Также с 1989 года адъюнкт-профессор Корнеллского университета и с 1995 года адъюнкт-профессор микробиологии Indiana University School of Medicine.
В 2000—2006 годах член Национального научного совета.
Первоначально занимался исследованиями трехмерной структуры белков, затем переключился на ферменты.
Член редколлегий Current Opinion in Structural Biology, Structure (journal) и Virology (journal) (1998—2000).
Фелло Американской академии искусств и наук (1978) и Американской ассоциации содействия развитию науки (1999), а также Американской академии микробиологии (2007) и Biophysical Society (1999, в числе первых удостоившихся этого звания). Иностранный член Индийской национальной академии наук (1995).
Автор более 375 статей в научных журналах.

## Награды и отличия
- Herbert Newby McCoy Award Университета Пердью (1974)
- Sigma Xi Research Award Университета Пердью (1980)
- Fankuchen Award, Американская кристаллографическая ассоциация (1986)
- NIH MERIT award[англ.] (1986, 2006)
- Howard Taylor Ricketts Award[нем.] Чикагского университета (1987)
- Международная премия Гайрднера (1987)
- Merck Award, American Society for Biochemistry and Molecular Biology[англ.] (1989)
- Премия Луизы Гросс Хорвиц Колумбийского университета (1990)
- Lynen Lecturer, Miami Winter Symposium (1993)
- Gregori Aminoff Prize (1994)
- Stein and Moore Award, Protein Society[англ.] (1994)
- Медаль Почёта Университета Пердью (1995)
- Ewald Prize, Международный союз кристаллографов (1996)
- Elisabeth Roberts Cole Award, Biophysical Society[англ.] (1998)
- Gertrude Elion Memorial Lecture Award, International Society for Antiviral Research (2000)
- Paul-Ehrlich-und-Ludwig-Darmstaedter-Preis[нем.] (2001, совместно со С. Харрисоном)
- Sackler-Preis[нем.] (2016)
- Microbiology Society Prize Medal[англ.] (2017)

Почётный доктор шведского Уппсальского университета (1983), французского Страсбургского университета (1984), нидерландскоязычного Брюссельского свободного университета (1990), шотландского Университета Глазго (1993), английского Йоркского университета (1994) и др.